# Paradoxe de Sen
Pour les articles homonymes, voir Sen.

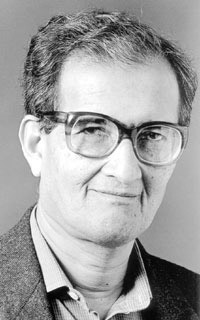
Amartya Sen, le créateur du paradoxe libéral

Le paradoxe libéral, également appelé paradoxe de Sen, est un paradoxe logique proposé par Amartya Sen dans un article de 1970, selon lequel il n’y a aucun moyen d'agréger les préférences individuelles en un seul choix collectif qui puisse remplir simultanément les trois conditions suivantes : 
- chaque classement possible des préférences de chaque individu et tous les résultats de chaque règle de vote possible seront pris en considération de la même manière,
- La condition de Pareto : si chacun, à titre individuel, classe un choix à un rang supérieur à un autre choix, la règle de classement s’appliquant au niveau collectif le classera de la même façon bien, et
- Le respect du principe du libéralisme : tous les individus d'une société doivent avoir au moins une possibilité de choisir différemment, de sorte que le choix social en vertu d'une règle de vote donnée change également. C'est-à-dire, en tant que libéral, n'importe qui peut exercer sa liberté de choix au moins dans une décision avec des résultats tangibles[1],[2],[3].

Ce paradoxe a été beaucoup discuté car il semble contredire l'affirmation libérale classique selon laquelle les marchés sont à la fois efficaces dans l’optimisation de leur apport aux acteurs du marchés et respectueux des libertés individuelles.
Le paradoxe est similaire à bien des égards au théorème d'impossibilité d'Arrow et utilise des techniques mathématiques similaires.

## Exemple

### L'exemple original de Sen
L'exemple original de Sen  utilisait une société simple avec seulement deux personnes et un seul problème social à considérer. Les deux membres de la société sont nommés "Lewd" et "Prude". Dans cette société, il existe une seule copie de L'Amant de Lady Chatterley . Ce livre peut être donné soit à Prude pour qu'il le lise (solution A), soit à Lewd (B) ou bien n'être donné à aucun des deux (C).
Supposons que Lewd aime ce genre de lecture et préfère le lire lui-même plutôt que personne ne le lise (B>C). Cependant, il tirerait encore plus de plaisir du fait que Prude soit obligé de le lire (A>B>C).
Prude pense que le livre est indécent et qu'il devrait être rangé, c'est-à-dire ne pas être lu (il préfère la solution C aux deux autres). Cependant, si quelqu'un doit le lire, Prude préférerait que lui-même le lise plutôt que Lewd (A>B). Donc pour Prude C>A>B.
Compte tenu de ces préférences des deux individus dans la société, un planificateur social doit décider quoi faire. Le planificateur devrait-il forcer Lewd à lire le livre (A), forcer Prude (B) à lire le livre ou le laisser non lu (C)? En outre, le planificateur social doit classer les trois résultats possibles en fonction de leur désirabilité sociale.
- Planificateur libéral

Si on prend l’hypothèse d’un planificateur social libéral, i.e. attaché aux droits individuels, celui-ci visera que chaque individu puisse avoir le choix de lire ou non lui-même le livre.
- Lewd devrait décider si le résultat "Lewd lit" (B) sera classé plus haut que "Personne ne lit" (C),
- De même Prude devrait décider si le résultat "Prude lit" (A) sera classé plus haut que "Personne ne lit" (C).

Suivant cette logique, le planificateur social déclare que le résultat "Lewd lit" doit être classé plus haut que "Personne ne lit" (à cause des préférences de Lewd: B>C) et que "Personne ne lit" doit être classé plus haut que "Prude lit" (à cause de Préférences de Prude C>A). La cohérence exige alors que «Lewd lit» soient classées plus haut que les «Prude lit», et ainsi le planificateur social donne le livre à Lewd à lire. En effet, par le principe de transitivité, B>C>A.
- Planificateur "économique" (Pareto)

Le résultat d’un tel planificateur libéral, qui favorise les choix des individus, est pourtant considéré à la fois par Prude et Lewd pire que "Prude lit" (A).
En effet, Prude préfère lire ce livre qu’il considère malsain à la place de Lewd (A>B pour Prude) et Lewd trouve que le livre est tellement bon qu'il faudrait absolument que Prude le lise (A>B aussi pour Lewd).
Donc le  résultat choisi par le planificateur libéral est  Pareto inférieur. Il y a un autre résultat disponible, supérieur au sens de Pareto: celui où Prude est forcé de lire le livre.
|                  | Lewd lit   | Lewd ne lit pas |
| Prude lit        | Impossible | A               |
| Prude ne lit pas | B          | C               |

Rappel :
- Pour Prude: C>A>B
- Pour Lewd: A>B>C

## Conclusion
Dans la conclusion de son article Sen explique qu'un individu qui valorise, ne serait ce que pour des choix minimes, la liberté des individus, devra accepter des atteintes au principe d'optimalité au sens de Pareto.
Des auteurs, comme Herrade Igersheim, considèrent que le sens du conflit entre Pareto-optimalité et liberté posé par Amartya Sen voulait avant tout souligner les abus d'un approche économique qui fait primer l'utilité globale sur les choix et la liberté de chacun.